# Niżnij Poczinok (rejon mieżdurieczeński)
Niżnij Poczinok (ros. Нижний Починок) – wieś w Rosji, w rejonie mieżdurieczeńskim obwodu wołogodzkiego. W 2010 r. liczyła 1 mieszkańca.